# Veljko Nikolić
Veljko Nikolić (srbskou cyrilicí Вељко Николић; * 29. srpna 1999 Bělehrad) je srbský profesionální fotbalista, který hraje na pozici ofensivního záložníka za kyperský klub Apollon Limassol.

## Klubová kariéra
Nikolić je odchovancem OFK Bělehrad. V sezoně 2016/17 byl členem prvního týmu hrajícího druhou srbskou ligu, kde 27. srpna 2016 debutoval ve 3. kole ligy proti FK ČSK Čelarevo. V říjnu 2016 přestoupil do CZ Bělehrad, kde podepsal tříletou smlouvu; přestupová částka byla přibližně 80 000 € (~ 2 mil. CZK). V lednu 2018 odešel na 1,5 roku dlouhé hostování do FK Grafičar Bělehrad hrajícího třetí srbskou ligu. Zde si připsal 37 zápasů, vstřelil 12 gólů. Za Zvezdu debutoval 23. listopadu 2019 v utkání 17. kola srbské SuperLigy proti Radnički Niš, když nastoupil do nastavení druhého poločasu. Na počátku kalendářního roku 2020 se Nikolić stal členem základní sestavy Zvezdy, první gól vstřelil 15. února FK Čukarički. V sezoně 2020/21 nastoupil do 35 ligových utkání (vynechal pouze 3), vstřelil 7 gólů, a významně napomohl k zisku tzv. Double, jelikož se Zvezdou ovládl ligu i domácí pohár. V srpnu 2021 o Nikoliće údajně projevila zájem obě pražská „S“.